# Роландини-Сбаро (Торино)
Роландини-Сбаро је насеље у Италији у округу Торино, региону Пијемонт.
Према процени из 2011. у насељу је живело 363 становника. Насеље се налази на надморској висини од 182 м.